# شهرستان استاوروپولسکی
شهرستان استاوروپولسکی (به لاتین: Stavropolsky District) یک شهرستان در روسیه است که در استان سامارا واقع شده‌است.